# ثقب النانو

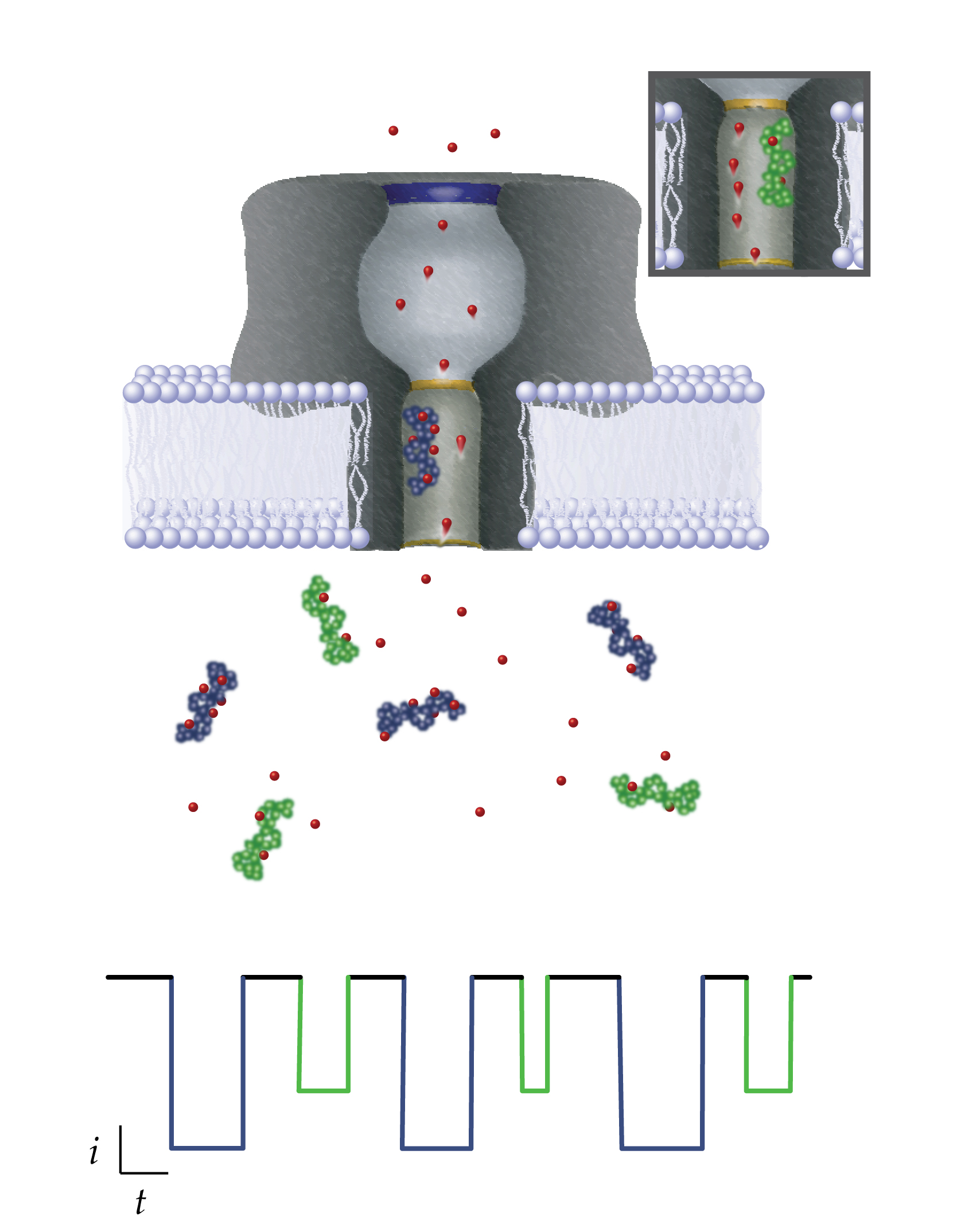

يمثل ثقب النانو (بالإنجليزية: nanopore)‏ ثقباً صغيراً في الأغشية العازلة كهربائياً، و التي يمكن استخدامها ككاشفٍ عن الجزيء المفرد. كما يمكن اعتباره عداد كولتر بالنسبة للجسيمات الأصغر حجماً. هذا بالإضافة إلى أنه يمكن اعتباره كذلك قناةً بروتينيةً حيويةً في الطبقة الثنائية الدسمة للمقاومة الكهربائية أو كثقب في غشاءٍ صلبٍ. و يُبنى مبدأ الاكتشاف على مراقبة و ضبط التيار الأيوني لمحلول الكهرليت والمار عبر ثقب نانوي أثناء مرور الجهد عبر الغشاء. و عندما يكون لثقب النانو أبعاداً جزيئيةً، فإن مرور الجزيئات (على سبيل المثال: الحامض النووي يتسبب في حدوث تقاطعاتٍ لمستوى التيار المفتوح، مما يسفر عن حدوث إشارة «التحول من حدثٍ إلى آخرٍ». و تسبب عملية مرور الحمض النووي أو جزيئات الحمض النووي المفردة عبر قناة ألفا هيمولوسين (alpha-hemolysin) والتي تمثل جزءً لا يتجزء من الغشاء (ذات قطرٍ 1.5 نانومتر)، على سبيل المثال، حجزاً لـ ~ 90% من التيار (و الذي يتم قياسه بـ 1 م من محلول KCl). كما أن ملاحظة أن مرور تيار من الحمض النووي والمحتوي على قواعد مختلفة والذي يسفر عن مستويات حجزٍ مختلفةٍ، أدت إلى تشكيل تركيبٍ متسلسلٍ لثقوب النانو. و لو نجح مثل ذلك التسلسل، قد يؤدي إلى إحداث ثورةٍ في مجال علم الجينوم، حيث أنه يمكن تبسيط عملية التسلسل و إتاحة القدرة حينئذٍ لإحداث تحسيناتٍ حيويةٍ في قوة وتكلفة الإصدارات الحديثة التي تستخدم الفلوروسين/اللومينيسين (fluorescence/luminescence) بالإضافة إلى الأجهزة البصرية لاستكشاف هذه الإشارة الضوئية. و تتضمن التطبيقات، كجزءٍ من سلسلة الحمض النووي السريع، عملية فصلٍ للحمض النووي الفردي والثنائي (الزوجي) في المحلول، و كذلك عملية تقرير طول المبلمرات. وتساهم ثقوب النانو في تلك المرحلة على عملية تفهمٍ لفيزياء البوليمر الحيوية، بالإضافة إلى تحليل الجزيء المفرد لتفاعلات البروتين - الحمض النووي.
و غالباً ما تصنع الثقوب النانوية الصلبة من أغشية السيليكون المركبة، و التي تعد واحدةً من أكثر نيتريدات السيليكون شيوعاً. و يمكن تصنيع ثقوب النانو الصلبة من خلال استخدام العديد من الأساليب و منها النحت بالشعاع الأيوني  وأشعة الإلكترون.
كما قد تستخدم ثقوب النانو كذلك في عملية التعرف على التحاليل الطبية الأخرى بخلاف الحمض النووي. حيث تمكن فريق الأستاذ الجامعي هاجان بيلي (Hagan Bayley)البحثي بجامعة أسفورد من نشر بحثاً يستخدم ثقوب البروتين النانوية في التفريق بين مضادات التبلور (enantiomers) للجزيئات الصغيرة و منها إيبوبروفين (ibuprofen) وثاليدوميد (thalidomide) (J Am Chem Soc. 2006 Aug 23;128(33):10684-5.)، وفي التعرف على بعض المؤشرات الحيوية (Chembiochem. 2006 Dec;7(12):1923-7.)، بالإضافة إلى عملية مسح القنوات الأيونية (J. Am. Chem. Soc., 2008, 130 (46), pp 15543–15548 DOI: 10.1021/ja804968g). كما قد يكون لثقوب النانو تطبيقاتٍ أوسع المجال في كلٍ من مجالي الطب العلاجي وتطوير الدواء.

## تعريف بديل
يصل طول قطرها إلى نحو 20 نانمتر. كما أنها تتكامل وتدمج داخل الخلايا المغلفة والمكونة صناعياً لرقاقات السيليكون. وتسمح تلك الثقوب بمرور الجزيئات الصغيرة و منها الأكسجين، الجلوكوز والإنسولين، على الرغم من أنها تمنع جزيئات الجهاز المناعي كبيرة الحجم و منها الجلوبين المناعي (immunoglobins) من المرور عبرها. و نتيجة كون خلايا الفأر البنكرياسية مغلفة بصورةٍ دقيقةٍ، فإنها تستقبل المغذيات وتبعث الإنسولين من خلال الثقوب النانوية المعزولة تماماً عن البيئة المجاورة لها والتي منها مثلاً الخلايا الأجنبية. و قد تساعد تلك المعرفة في إحلال الجزر الغير عاملة من خلايا لانغرهانس والموجودة بالبنكرياس (والتي تعد مسؤولة عن إنتاج الإنسولين)، باستخدام الخلايا المقطوعة من صغار الخنازير. حيث يمكن زرعها تحت جلد الإنسان بدون الحاجة إلى أخذ مثبطاتٍ للمناعة والتي تجعل الحالة الصحية لمرضى السكري حرجةً خوفاً من مخاطر التعرض للعدوى.

## أخبار البحث العلمي
تم تجهيز غشاءٍ اصطناعيٍ ذي هيكل ثقب نانوي مفرد، والمستوحى من القناة الأيونية الحيوية، و ذلك كما قام أبل وآخرون بوصفه. و على عكس الغشاء ثنائي الطبقة البروتيني الهش والذي تكون فيه معظم القنوات الأيونية الحيوية مدمجة أو تمثل جزءً لا يتجزء منه، فإن هذا الغشاء الاصطناعي يتسم بالقوة ميكانيكياً وكيميائياً. و بالرغم من أن القنوات الأيونية في الكائنات الحية تم دراستها من خلال طريقة المحاكاة باستخدام الثقوب النانوية الاصطناعية خلال العقود القليلة الماضية، فإن كيفية ربط تلك الثقوب النانوية بالذكاء ما زالت عملية مليئة بالتحديات. إلا أن دكتور لي جيانج وزملاؤه قد قاموا بتوسيع نطاق وظيفة أنظمة «ثقوب النانو- الجزيء» من خلال استخدام (G-quadruplex DNA). حيث يتواجد في نظامهم المحاكي للقنوات النانوية الحيوية، تأثيراً للتركيز الأيوني، والتي تعد ظاهرةً هامةً داخل جسم الكائن الحي حيث أنها لا تتواجد في الأنظمة الأخرى. و قد استجاب نظامهم لمحاكاة القنوات النانوية الحيوية للبوتاسيوم ضمن مدى تركيز محدد وحاكى هذه العمليات في بيئةٍ حياديةٍ لعامل pH كما هو الحال في الكائن الحي الطبيعي. و قد أصبح لموقف تطعيم (G-quadruplex DNA) على ثقب نانوي مفرد القدرة على محاكاة الوضع الطبيعي (إن فيفو) بصورةٍ متقاربةٍ، نتيجة ارتبط واتصال تراكم خلايا الطرف الأقسومي بالكروموسوم. و من ثم فنظامهم الصناعي له القدرة على الارتقاء بالقدرة عل دراسة التغيير الجزيئي الحيوي في المساحة المحددة بالمقاييس الحالية، و الذي يختلف بصورةٍ جوهريةٍ عن سلسة ثقب النانو. هذا بالإضافة إلى أن هذا النظام قد يحفز من بذل المزيد من الجهود التجريبية والنظرية بهدف محاكاة عملية النقل الأيوني بالكائنات الحية والتي يمكن تعميمها بصورةٍ أوسع على الجزيئات الوظيفية الأكثر تعقيداً بهدف استثمار آلات الثقوب النانوية الجديدة الذكية المستوحاة حيوياً.

## وصلات خارجية
- وصلات لمجموعات البحث في مجال ثقوب النانو
- مجموعة هارفارد لثقوب النانو
- NanoSEQ – التبادل العالمي لأبحاث ثقوب النانو
- تقنيات أكسفورد لثقوب النانو
- مشروع سانتا كروزو لثقوب النانو بجامعة كاليفرنيا
- عدم تجانس الحمض النووي و الكشف عن الفسفرة باستخدام الجزيء المفرد الكهربائي
- نماذج لمحاكاة الكمبيوتر لأجهزة ثقوب النانو
- مستشعرات ثقوب نانو مخروطية
- قنوات محاكاة حيوية وأجهزة أيونية